# دوریانس (گروه موسیقی)
دوریانس (به انگلیسی: Dorians) گروه موسیقی ارمنستانی است.
آن ها در مسابقه آواز یوروویژن ۲۰۱۳ نماینده ارمنستان بودند.